# Diocesi di Ahiara
La diocesi di Ahiara (in latino Dioecesis Ahiarana) è una sede della Chiesa cattolica in Nigeria suffraganea dell'arcidiocesi di Owerri. Nel 2022 contava 453.005 battezzati su 656.000 abitanti. È retta dal vescovo Simeon Okezuo Nwobi, C.M.F.

## Territorio
La diocesi comprende la regione chiamata Mbaise, che è parte dello stato nigeriano di Imo.
Sede vescovile è la città di Ahiara, dove si trova la cattedrale di Santa Maria Madre della Chiesa.
Il territorio è suddiviso in 82 parrocchie.

## Storia
La diocesi è stata eretta il 18 novembre 1987 con la bolla Dominici gregis di papa Giovanni Paolo II, ricavandone il territorio dalla diocesi di Owerri (oggi arcidiocesi).
Originariamente suffraganea dell'arcidiocesi di Onitsha, il 26 marzo 1994 è entrata a far parte della provincia ecclesiastica di Owerri.
Alla nomina del secondo vescovo, Peter Ebere Okpaleke, avvenuta nel dicembre del 2012, si è scatenata una situazione molto delicata: non essendo originario della diocesi e non appartenendo all'etnia mbaise, maggioritaria nella zona, i fedeli e il clero della diocesi si sono opposti alla successione; la consacrazione di monsignor Okpaleke è comunque avvenuta nella cattedrale di Owerri, ma egli non ha mai potuto prendere possesso della diocesi. Per cercare di dirimere la questione papa Francesco nel luglio del 2013 ha nominato amministratore apostolico ad nutum Sanctae Sedis della diocesi il cardinale John Olorunfemi Onaiyekan, arcivescovo di Abuja.
Nel giugno del 2017 papa Francesco è intervenuto nella controversia ancora aperta, obbligando tutti i preti della diocesi a inviargli una lettera per chiedere perdono per il proprio comportamento e per accettare le decisioni del papa e la nomina del nuovo vescovo; per gli inadempienti, è prevista la sospensione a divinis e la perdita del proprio incarico pastorale. Diverse fonti di stampa hanno annunciato che le lettere sono state inviate, ma i disordini sono continuati e rimane una situazione di stallo con fedeli e preti divisi su posizioni contrapposte.
Il 19 febbraio 2018 papa Francesco ha accettato le dimissioni presentate da Peter Ebere Okpaleke.

## Cronotassi dei vescovi
Si omettono i periodi di sede vacante non superiori ai 2 anni o non storicamente accertati.
- Victor Adibe Chikwe † (18 novembre 1987 - 16 settembre 2010 deceduto)
  - Sede vacante (2010-2024)[8]
  - Peter Ebere Okpaleke (7 dicembre 2012 - 19 febbraio 2018 dimesso)[9] (vescovo eletto)
- Simeon Okezuo Nwobi, C.M.F., dal 3 maggio 2024

## Statistiche
La diocesi nel 2022 su una popolazione di 656.000 persone contava 453.005 battezzati, corrispondenti al 69,1% del totale.
| anno | popolazione | popolazione | popolazione | presbiteri | presbiteri | presbiteri | presbiteri                | diaconi | religiosi | religiosi | parrocchie |
| anno | battezzati  | totale      | %           | numero     | secolari   | regolari   | battezzati per presbitero | diaconi | uomini    | donne     | parrocchie |
| ---- | ----------- | ----------- | ----------- | ---------- | ---------- | ---------- | ------------------------- | ------- | --------- | --------- | ---------- |
| 1990 | 331.443     | 391.430     | 84,7        | 52         | 52         |            | 6.373                     |         |           | 24        | 23         |
| 1999 | 398.522     | 495.772     | 80,4        | 90         | 86         | 4          | 4.428                     |         | 4         | 39        | 46         |
| 2000 | 407.522     | 508.166     | 80,2        | 94         | 92         | 2          | 4.335                     |         | 4         | 39        | 48         |
| 2001 | 422.110     | 520.870     | 81,0        | 117        | 115        | 2          | 3.607                     |         | 4         | 39        | 51         |
| 2002 | 392.968     | 490.288     | 80,2        | 109        | 106        | 3          | 3.605                     |         | 7         | 41        | 52         |
| 2003 | 395.560     | 502.545     | 78,7        | 116        | 113        | 3          | 3.410                     |         | 3         | 44        | 56         |
| 2004 | 401.506     | 510.623     | 78,6        | 115        | 112        | 3          | 3.491                     |         | 3         | 51        | 62         |
| 2006 | 416.000     | 539.000     | 77,2        | 129        | 126        | 3          | 3.224                     |         | 3         | 57        | 66         |
| 2012 | 489.000     | 634.000     | 77,1        | 122        | 115        | 7          | 4.008                     |         | 16        | 112       | 73         |
| 2015 | 519.000     | 673.000     | 77,1        | 135        | 128        | 7          | 3.844                     |         | 16        | 127       | 73         |
| 2018 | 450.520     | 669.755     | 67,3        | 113        | 103        | 10         | 3.986                     |         | 10        | 163       | 73         |
| 2020 | 443.187     | 639.542     | 69,3        | 155        | 147        | 8          | 2.859                     |         | 8         | 158       | 79         |
| 2022 | 453.005     | 656.000     | 69,1        | 184        | 175        | 9          | 2.461                     |         | 9         | 168       | 82         |